# Ctenomys sociabilis
Туко-туко соціальний (Ctenomys sociabilis) — вид гризунів родини Тукотукових, який зустрічається в Аргентині, в провінції Неукен на посушливих степових угіддях, які чергуються з нерегулярними інтервалами вологих луків. Тонконіг лучний (Poa pratensis) є ключовим у раціоні цього гризуна.

## Соціальна поведінка
Живуть колоніями, які складаються з одного самця, від однієї до шести самиць і їхнього потомства. Усі самиці народжують і виховують малюків потомство у одному кублі, що розміщене в підземній норі. Усі члени групи беруть участь у матеріальному забезпеченні колонії і в патрулюванні наявності хижаків. Розосередження буває рідко й ненадовго, коли самицям виповнюється рік. Самиці, які не розселяються на даному етапі, залишаються у своїй початковій колонії впродовж усього життя. Існує негативний ефект від такого соціального устрою, бо самиці, які живуть у колоніях, народжують менше потомства на душу населення ніж ті, які живуть поодинці.

## Загрози та охорона
Випас овець, який порушує місця проживання є загрозою для виду. Вид проживає на території Національного парку Науель Уапі (ісп. Parque Nacional Nahuel Huapi).